# Síndrome de insensibilidade a estrógenos
A síndrome de insensibilidade a estrogênio (português brasileiro) ou estrogénio (português europeu) (em inglês:  estrogen insensitivity syndrome, EIS), também chamada de resistência estrogênica, é uma forma de deficiência congênita de estrogênio ou hipoestrogenismo causada por um receptor de estrogênio (ER) defeituoso - especificamente, o receptor de estrogênio alfa (ER-α) - que resulta em uma incapacidade de estrógenos mediarem suas funções biológicas no corpo. A deficiência congênita do estrogênio pode alternativamente ser causada por um defeito na aromatase, a enzima responsável pela biossíntese de estrogênios, uma condição que é referida como deficiência de aromatase e é semelhante em sintomatologia à EIS.
EIS tem uma ocorrência extremamente rara. A partir de 2016, houve três relatórios publicados de EIS, envolvendo um total de cinco indivíduos. Os relatórios incluem um caso masculino publicado em 1994, um caso feminino publicado em 2013, e um caso familiar envolvendo duas irmãs e um irmão que foi publicado em 2016.
EIS é análoga à síndrome de insensibilidade androgênica (AIS), uma variação intersexo na qual o receptor androgênico (AR) é defeituoso e insensível aos androgênios, como testosterona e di-hidrotestosterona (DHT). O oposto funcional do EIS é o hiperestrogenismo, por exemplo, o observado na síndrome de excesso de aromatase.